# Matthew Goode

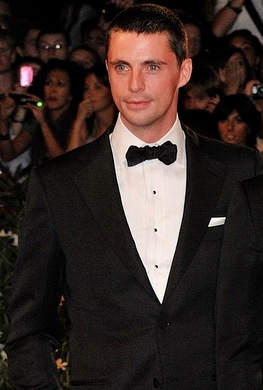
Matthew Goode (2010)

Matthew William Goode (* 3. April 1978 in Exeter, Devon, England) ist ein britischer Theater- und Filmschauspieler.

## Biografie

### Kindheit und Ausbildung
Matthew Goode wurde am 3. April 1978 im englischen Exeter geboren und wuchs als jüngstes von fünf Kindern gemeinsam mit seinem Bruder sowie drei Halbgeschwistern auf. Goode begann ein Schauspielstudium an der Universität von Birmingham und wurde außerdem an der renommierten Webber Douglas Academy of Dramatic Art in London ausgebildet, zu deren ehemaligen Absolventen Angela Lansbury, Julia Ormond und Minnie Driver zählen. Es folgten mehrere Auftritte in Theaterproduktionen, darunter die Rolle des Luftgeists Ariel in William Shakespeares Der Sturm und die des Mondes in Federico García Lorcas Tragödie Bluthochzeit.

### Filmkarriere
Sein TV-Debüt gab der 1,88 Meter große Schauspieler 2002 in Gavin Millars Aschenputtels Geheimnis, das einen unkonventionellen Blick auf das Grimmsche Märchen aus der Sicht einer der hässlichen Stiefschwestern gewährt. Ein Jahr später folgte unter der Regie des Spaniers Fernando Colomo die Tragikomödie South from Granada, mit der Goode sein Leinwanddebüt feierte. In dem Biopic über Gerald Brenan, ein Mitglied der Bloomsbury Group, agierte er an der Seite von Laurence Fox, mit dem ihn seit den Dreharbeiten eine enge Freundschaft verbindet. Nach einer größeren Rolle in dem TV-Film The Inspector Lynley Mysteries: A Suitable Vengeance, einer Verfilmung von Elizabeth Georges Kriminalroman Mein ist die Rache, folgte Andy Cadiffs romantische Komödie American Princess. Hier spielt Goode einen attraktiven Engländer, der sich der 18-jährigen Tochter des US-amerikanischen Präsidenten (gespielt von Mandy Moore) annimmt, die vor dem Geheimdienst flüchtet und quer durch Europa reist. Der Film, der vom Plot her leicht an William Wylers Ein Herz und eine Krone (1953) angelehnt ist, markierte den Durchbruch in Matthew Goodes Karriere und ließ ihn einem breiten amerikanischen Publikum bekannt werden.
Nach Auftritten in Tom Vaughans historischer TV-Mini-Serie He Knew He Was Right und John Stricklands Miss-Marple-Krimi Marple: A Murder Is Announced an der Seite von Geraldine McEwan, wurde im Jahre 2005 der US-Amerikaner Woody Allen auf Matthew Goode aufmerksam. Allen hatte in seinen Thriller Match Point, der komplett in England gedreht wurde, noch die Rolle des Tom Hewett zu besetzen, eines gutaussehenden Sohnes aus reichem Hause, der der Hauptfigur (gespielt von Jonathan Rhys Meyers) zum gesellschaftlichen Aufstieg verhilft. Allen gelangte an Bänder von Matthew Goode, lud ihn zum Vorsprechen ein und besetzte schließlich die Nebenrolle mit dem jungen Schauspieler. Zwar rief Allen seine Darsteller dazu auf, vor der Kamera zu improvisieren, doch war es vor allem Goode, der während der gesamten Dreharbeiten Allens Vorschlag befolgte. Match Point wurde bei seiner Premiere am 12. Mai 2005 bei den Filmfestspielen von Cannes von Kritikern hochgelobt und erhielt Anfang 2006 vier Nominierungen für den Golden Globe.
Nach der Zusammenarbeit mit Woody Allen agierte Matthew Goode in dem Romantikfilm Eine Hochzeit zu dritt und der TV-Komödie My Family and Other Animals. 2006 schlüpft er in Agnieszka Hollands Drama Klang der Stille in die Rolle des Martin Bauer. In der fiktiven Filmbiografie über die letzten Lebensjahre von Ludwig van Beethoven, war der charismatische Schauspieler an der Seite von Ed Harris und Diane Kruger zu sehen. 2008 übernahm er neben Ben Whishaw und Hayley Atwell die Hauptrolle des Charles Ryder in der Verfilmung von Evelyn Waughs bekanntem Roman Wiedersehen mit Brideshead, der 2009 der Part des Ozymandias in Zack Snyders Comic-Adaption Watchmen folgte. Im selben Jahr war Goode als Lebensgefährte von Colin Firth in Rückblenden in Tom Fords preisgekröntem Regiedebüt A Single Man zu sehen.
2010 spielte Goode neben Amy Adams in der Liebeskomödie Verlobung auf Umwegen die männliche Hauptrolle. 2012 wurde er für seine Darstellung in dem britisch-australischen Spielfilm Burning Man für die Auszeichnung des Film Critics Circle of Australia nominiert. In dem Drama von Jonathan Teplitzky übernahm Goode die Titelrolle eines englischen Kochs, der ein Restaurant am Bondi Beach führt, dessen Leben aber entgleitet.

### Privates
Matthew Goode ist mit Sophie Dymoke verheiratet. Das Paar hat drei Kinder.

## Filmografie (Auswahl)
- 2002: Aschenputtels Geheimnis (Confessions of an Ugly Stepsister, Fernsehfilm)
- 2003: South from Granada (Al sur de Granada)
- 2003: Inspector Lynley: Mein ist die Rache (A Suitable Vengeance, Fernsehfilm)
- 2004: American Princess (Chasing Liberty)
- 2004: He Knew He Was Right (Fernsehminiserie)
- 2005: Agatha Christie’s Marple (Fernsehserie, Folge A Murder Is Announced)
- 2005: Match Point
- 2005: Eine Hochzeit zu dritt (Imagine Me & You)
- 2005: My Family and Other Animals (Fernsehfilm)
- 2006: Klang der Stille (Copying Beethoven)
- 2007: Die Regeln der Gewalt (The Lookout)
- 2008: Wiedersehen mit Brideshead (Brideshead Revisited)
- 2009: Watchmen – Die Wächter (Watchmen)
- 2009: A Single Man
- 2010: Verlobung auf Umwegen (Leap Year)
- 2010: Cemetery Junction
- 2011: Burning Man
- 2012: Dancing on the Edge (Fernsehserie)
- 2012: Birdsong – Gesang vom großen Feuer (Birdsong, Fernsehfilm)
- 2012: Tödliche Geheimnisse
- 2013: Stoker
- 2013: Dido Elizabeth Belle (Belle)
- 2014: The Imitation Game – Ein streng geheimes Leben (The Imitation Game)
- 2014–2015: Downton Abbey (Fernsehserie, sieben Episoden)
- 2014–2015: Good Wife (The Good Wife, Fernsehserie)
- 2015: Selfless – Der Fremde in mir (Self/less)
- 2015: Pressure
- 2016: Roots (Fernsehserie)
- 2016: The Hatton Garden Job
- 2016: Allied – Vertraute Fremde (Allied)
- 2017: The Crown (Fernsehserie, drei Folgen)
- 2018: Deine Juliet (The Guernsey Literary and Potato Peel Pie Society)
- 2018: Tödlicher Irrtum (Ordeal by Innocence, Miniserie)
- 2018–2022: A Discovery of Witches (Fernsehserie)
- 2019: Official Secrets
- 2019: Downton Abbey
- 2020: Vier Kids und der magische Sandelf (Four Kids and It)
- 2020: The Duke
- 2021: Silent Night – Und morgen sind wir tot (Silent Night)
- 2021: The King’s Man: The Beginning (The King’s Man)
- 2021: The Colour Room
- 2022: The House (Stimme)
- 2022: The Offer (Fernsehserie)
- 2023: Freud – Jenseits des Glaubens (Freud’s Last Session)
- 2024: Abigail
- 2025: Department Q (Dept. Q, Fernsehserie)

## Auszeichnungen
- 2004: zwei Nominierungen für den Teen Choice Awards für American Princess (Kategorien: Bester Nachwuchsdarsteller und Bester Filmlügner)
- 2012: Nominierung für den Film Critics Circle of Australia Award für Burning Man (Bester Hauptdarsteller)